# Olympische Jugend-Sommerspiele 2010/Teilnehmer (Bangladesch)
| Gelbes Symbol für Goldmedaillen mit stilisierten Olympischen Ringen | Graues Symbol für Silbermedaillen mit stilisierten Olympischen Ringen | Braundes Symbol für Bronzemedaillen mit stilisierten Olympischen Ringen |
| ------------------------------------------------------------------- | --------------------------------------------------------------------- | ----------------------------------------------------------------------- |
| —                                                                   | —                                                                     | —                                                                       |

Die Jugend-Olympiamannschaft aus Bangladesch für die I. Olympischen Jugend-Sommerspiele vom 14. bis 26. August 2010 in Singapur bestand aus sechs Athleten.

## Athleten nach Sportarten

### Bogenschießen
| Mädchen - Beauty Ray Einzel: 17. Platz Mixed: 17. Platz (mit Mark Nesbitt Vereinigtes Königreich) | Jungen - Mohammed Milon Einzel: 7. Platz Mixed: 4. Platz (mit Miriam Alarcón Spanien) |

### Schießen
Mädchen
- Syeda Sadia Sultana
Luftgewehr 10 m: 10. Platz

### Schwimmen
| Mädchen - Sonia Akter 50 m Schmetterling: 21. Platz 100 m Schmetterling: 32. Platz | Jungen - Mohammad Mahfizur Rahman 50 m Freistil: 29. Platz - Mohamed Juwel Ahmed 50 m Schmetterling: 15. Platz 100 m Schmetterling: 31. Platz |